# StronaB
STRONAB – polski zespół rockowy z nurtu muzyki chrześcijańskiej założony w 2008 w Jeziorzanach. Zespół w 2012 otrzymał pierwszą nagrodę podczas koncertu Debiuty. W tym samym roku otrzymał Złoty Krążek na Festiwalu Chrześcijańskie Granie w Warszawie. Od pierwszej płyty "Dwa jabłka na czereśni" zespół tworzą – Klaudia Grabek, Kamil Szewczyk, Konrad Gomoła, Radosław Szewczyk i Paweł Kąkol. Piosenki z pierwszej płyty zyskały popularność. Tytułowe "Dwa jabłka na czereśni" znalazły się na 1 miejscu listy Muzyczne Dary. StronaB w 2015 roku została nagrodzona przez Listę Muzyczne Dary nagrodę podczas I festiwalu Moc Dobra. Tego samego roku zespół wydaje album "Z bliska brzydka". Produkcją zajął się Adam Celiński ze Studia Radioaktywni (współpracował m.in. z Zakopower, New Life’m). Zespół zaangażował się w akcję społeczną GRAMY CHRZEŚCIJAŃSKIE GRANIE – promującą salki muzyczne. StronaB powróciła w 2017 na Festiwalu Chrześcijańskie Granie w Warszawie i otrzymała główną nagrodę Złoty Krążek za Premierę 2017. Formacja pojawi się w listopadzie z koncertem na 8. edycji Festiwalu Chrześcijańskie Granie. Zagra wśród takich artystów jak: Wyrwani z Niewoli, Jakub Kornacki i Kanaan oraz ks. Andrzej Daniewicz (La Pallotina).